# Ernst Ferdinand Oehme
Ernst Ferdinand Oehme, né le 23 avril 1797 à Dresde et mort le 10 avril 1855 à Dresde, est un peintre saxon du mouvement romantique allemand.

## Biographie
Oehme commence à peindre de manière autodidacte, puis entre en 1819 à l'académie des beaux-arts de Dresde. Il devient l'élève du peintre norvégien, Johan Christian Clausen Dahl qui s'était installé à Dresde, après des études à Copenhague. Il le présente à Caspar David Friedrich et ils parcourent ensemble la nature, notamment dans la Suisse saxonne, pour trouver des motifs romantiques. Johann August Heinrich (de), élève de Caspar David Friedrich, se joint à eux.
L'académie remarque favorablement son tableau Dom im Winter (Cathédrale en hiver) en 1821, scène villageoise de neige, avec cathédrale gothique pleine de romantisme, dont l'autel est éclairé. Il s'inspire de Friedrich dans des tableaux similaires, cependant il s'en éloigne dans les années 1830 à son retour d'Italie, où il résida plusieurs années, et devient alors plutôt paysagiste, plus réaliste et moins enclin à la symbolique. Il est proche désormais de Ludwig Richter. Il meurt à Dresde en 1855 et est enterré à l'ancien cimetière Sainte-Anne (Alter Annenfriedhof). Son fils Ernst Erwin Oehme est aussi peintre.

## Quelques œuvres
- Paysage du Erzgebirge au petit matin, avec deux ouvriers en prière, 1826, huile sur toile, 65.5 x 93 cm, Musée du Louvre, Paris[1].
- Paysage du Erzgebirge au petit matin, avec deux ouvriers en prière, crayon, plume, aquarelle, 22.3 x 33.7 cm, Kupferstich-Kabinett, Staatliche Kunstsammlungen Dresden , Dresde[1].
- Dom im Winter (Cathédrale en hiver), 1821, huile sur toile, 127 x 100 cm, Galerie Neue Meister, Staatliche Kunstsammlungen Dresden, Dresde.
- Schloß Naudersberg in Tirol (Château Naudersberg (de) dans le Tyrol), 1825, aquarelle et crayon, 23,7 × 33,7 cm, Wallraf-Richartz Museum, Cologne.
- Die Schwester Emilie im Schlaf (Emilie, la sœur de artiste endormie), 1848, huile sur papier, transférée sur toile, Kunsthalle (musée des Beaux-Arts), Hambourg.

## Galerie

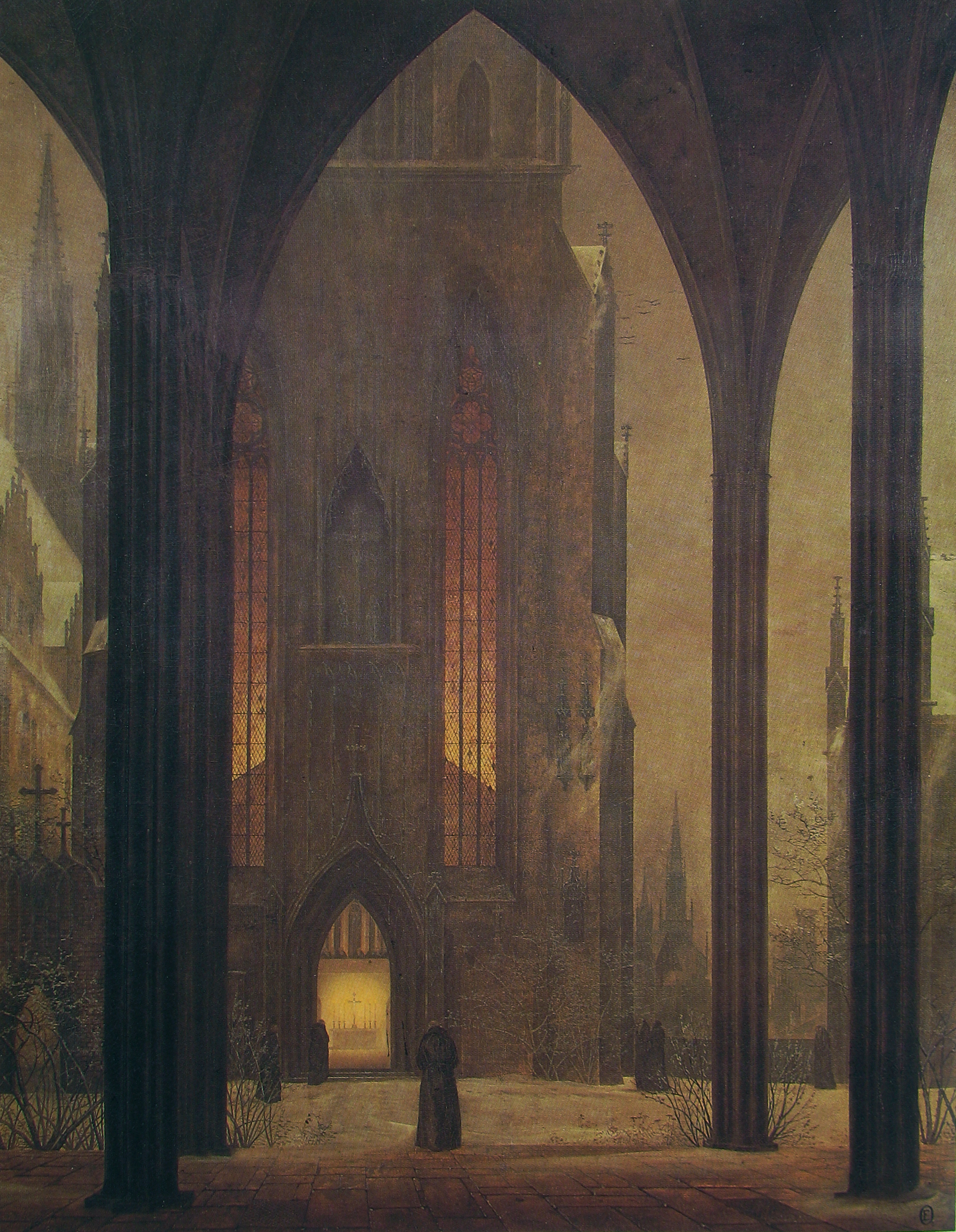
Cathédrale en hiver (1821)
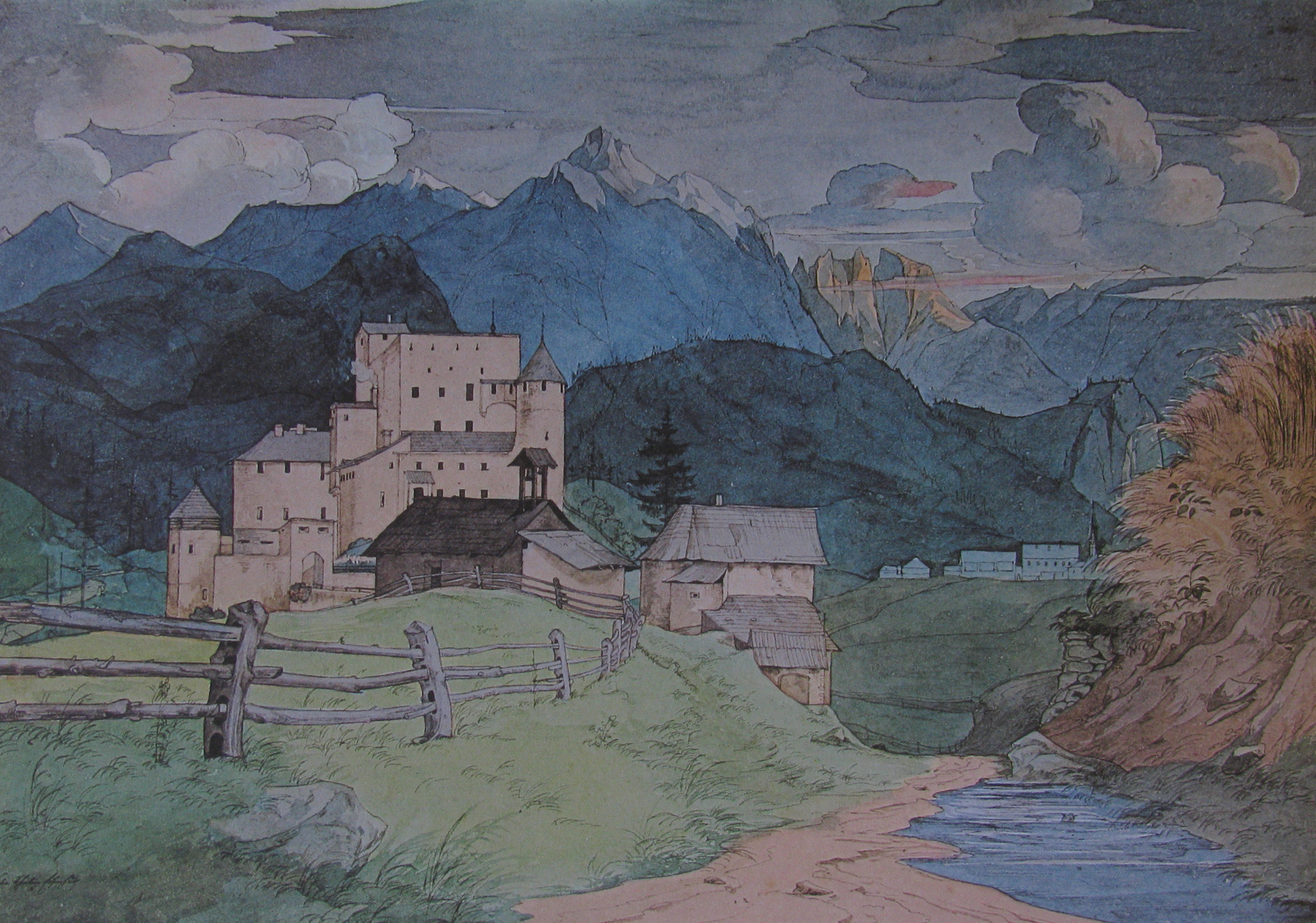
Le château de Naudersberg dans le Tyrol (1825)
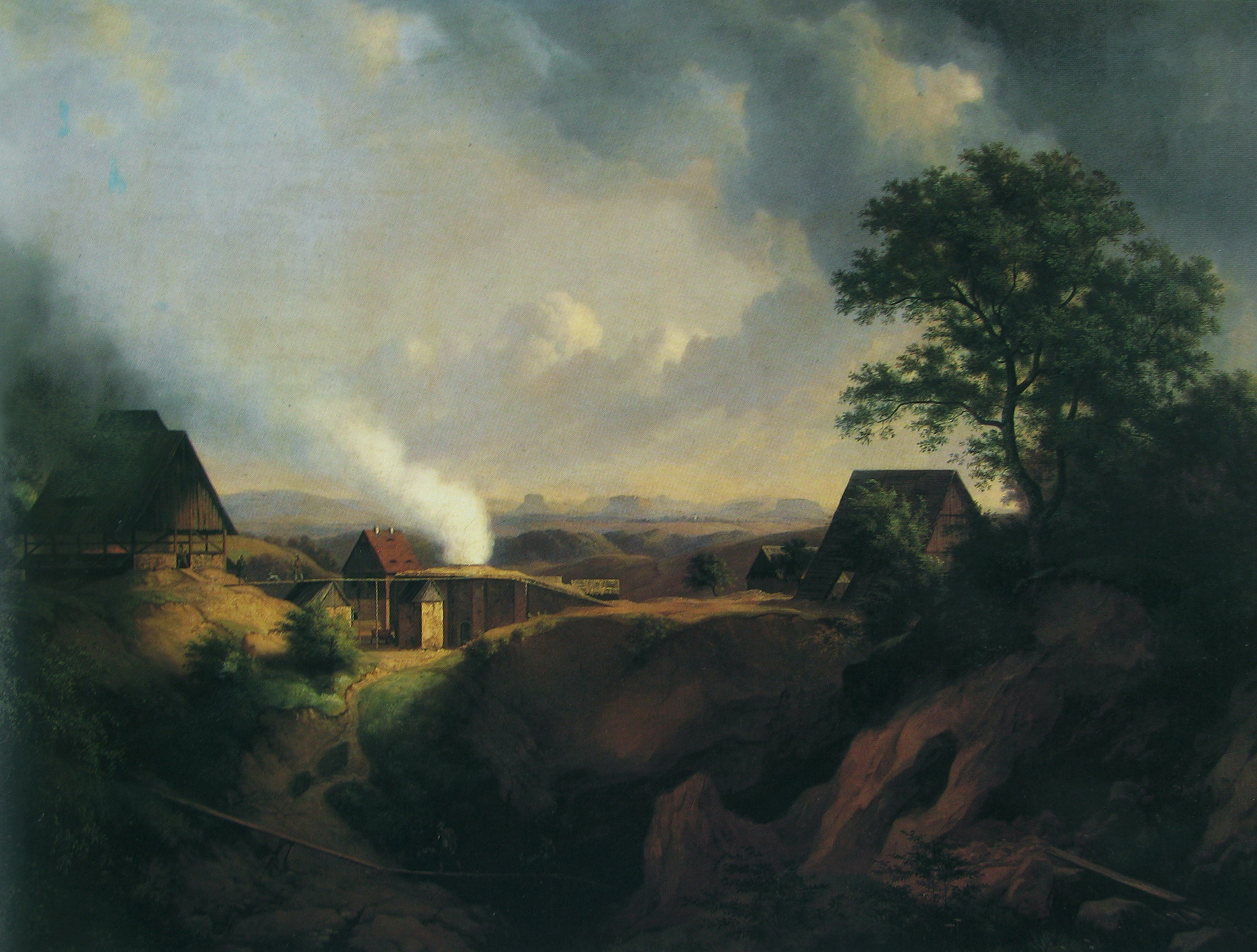
Paysage à Maxen, près de Dresde (1838)
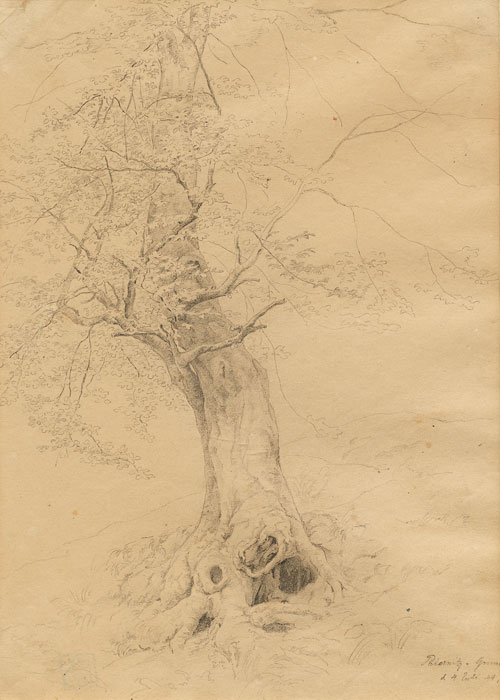
Étude d'arbre (1844)
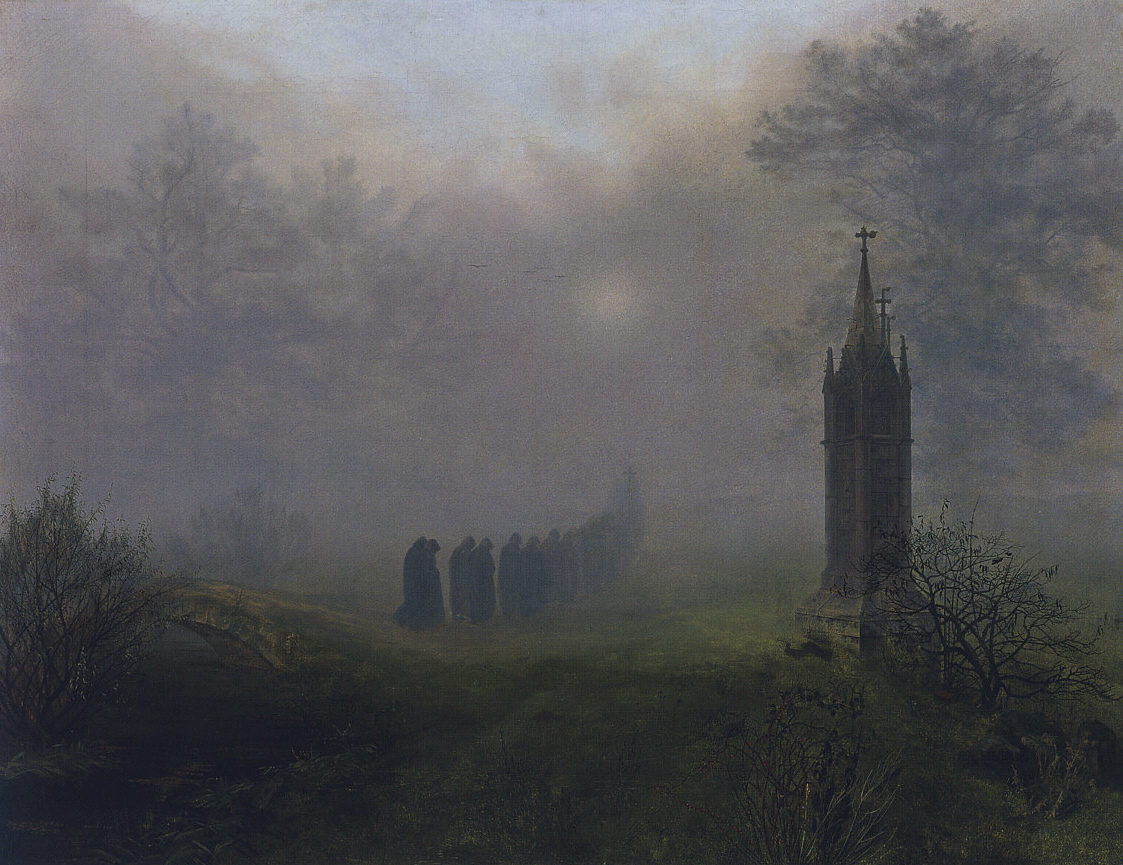
Procession dans la brume (1828)